# Mazerolles (Charente Marittima)
Mazerolles è un comune francese di 272 abitanti situato nel dipartimento della Charente Marittima nella regione della Nuova Aquitania.

## Società

### Evoluzione demografica
Abitanti censiti